# Hermaea kingstoni
Hermaea kingstoni är en snäckart som först beskrevs av T. E. Thompson 1977.  Hermaea kingstoni ingår i släktet Hermaea och familjen Stiligeridae. Inga underarter finns listade i Catalogue of Life.